# Francisco Antonio de Lorenzana y Butrón
Francisco Antonio de Lorenzana y Butrón, född den 22 september 1722 i León i Spanien, död den 14 april 1804 i Rom, var en av romersk-katolska kyrkans kardinaler.
Lorenzana kreerades till kardinal den 30 mars 1789 av påven Pius VI. Han deltog vid konklaven 1799-1800 som valde kardinal Chiaramonti till påve Pius VII. Hans finansiella bistånd var avgörande för konklaven eftersom han bland annat täckte reseutgifterna för flera fattiga kardinaler.
Han lämnade sin post som ärkebiskop av Toledo i december 1800 för att kunna vara hos Pius VII som en av hans närmaste medarbetare. Direkt efter sin död begravdes han i Rom, men  1956 blev hans kvarlevor flyttade till katedralen i Mexico City.